# Děti (Dr. House)
Děti (v anglickém originále Kids) je devatenáctá epizoda z první řady seriálu Dr. House.

## Děj
Mladá závodní skokanka do vody (12 let) je na závodech. Po jejím skoku ale nikdo netleská, jelikož během něj zkolaboval jeden z rozhodčích. Všichni přítomní musí do karantény, jelikož byla u rozhodčího diagnostikována bakteriální meningitida, která je přenosná vzduchem. V karanténní zóně je i nemocnice. Při začátku epizody navštíví House Cameronovou, aby jí řekl, že Vogler již ve správní radě nemocnice není a že se může vrátit. Ta však odmítne. Po prvotním vyšetření Mary si House myslí, že nemá meningitidu a tak ji nechává vyšetřit. Foreman ji provede lumbální punkci. Jelikož jsou ale z důvodu velkého množství pacientů kvůli epidemii všechny pokoje i sály plné, musí ji provést na chodbě.
House se mstí Chaseovi za to, že na něj donášel Voglerovi, a tak dělá tu nejméně zajímavou práci. U Mary se vyskytují další symptomy, a to krvácení z očí a úst. Následně je provedeno vyšetření trávicího ústrojí. Proveden byl také odběr kostní dřeně, ale jelikož je všude plno, Foreman ho musel provést na patologii. Z tohoto vyšetření se zjistí, že Mary nemá rakovinu. Následně prodělá epileptický záchvat a po vyšetření ultrazvukem Foreman zjistí, že Mary krvácí do spánkového laloku. Cuddyová sežene sál na operaci, která Mary zachrání život. House nakonec zjišťuje, že je Mary těhotná, a že právě těhotenství způsobilo ataku TTP (Trombotické trombocytopenické purpury), a tedy je příčinou všech komplikací. Podstoupí potrat a plazmaferézu, který všechny problémy vyřeší. Ke konci dílu House znovu navštíví Cameronovou s prosbou, aby se vrátila zpět. Ta nakonec souhlasí za podmínky, že s ní půjde House na rande.

## Diagnózy
- špatné diagnózy: kostní rakovina, krvácení do mozku
- správná diagnóza: trombotická trombocytopenická purpura (TTP) vyvolaná těhotenstvím